# Konstancja Czartoryska
Konstancja Czartoryska (Warschau, 29 januari 1696/1700 - 27 oktober 1759) was een Poolse edelvrouwe en was de moeder van de Poolse koning Stanislaus August Poniatowski. Ze speelde een belangrijke rol in de Familia.

## Biografie
Konstancja Czartoryska was een dochter van Kazimierz Czartoryski en Izabela Elżbieta Morsztyn. Op 14 september 1720 huwde ze met Stanisław Poniatowski. Het huwelijk was gearrangeerd met de hulp van Jakub Henryk Flemming als alliantie tussen de adellijke families Poniatowski en Czartoryski. Konstancja Czartoryska verkreeg grote invloed in haar nieuwe familie en ze wordt gezien als de drijvende kracht achter de politieke carrières van haar man en haar broers. Na de dood van koning August II van Polen groeide ze uit tot een van de machtigste figuren van de Familia tijdens het interregnum.
Gedurende de Poolse Successieoorlog verbleef ze in Gdańsk en ondanks aandringen van de Franse ambassadeur bleef ze August III van Polen als koning steunen. In de jaren na de successieoorlog bleef ze een actieve rol houden in de Familia. In 1753 werd Konstancja Czartoryska door de vrouw van de Franse ambassadeur, gravin De Broglie, beschuldigd van het vergiftigen van L.A Duperron de Castér. Twee jaar later verloor ze haar politieke invloed in de Familia vanwege dat ze tegen de Poolse deelname was aan de Zevenjarige Oorlog.

## Kinderen
Konstancja Czartoryska kreeg in totaal elf kinderen in haar huwelijk met Stanisław Poniatowski:
- Kazimierz Poniatowski (1721-1800), grootkamerheer,
- Franciszek Józef Poniatowski (1723-1749/1759), provoost van de kathedraal van Krakau
- Aleksander Poniatowski (1725-1744), militair
- Ludwika Maria Poniatowska (1728-1781), gehuwd met Jan Jakub Zamoyski
- Izabella Poniatowska (1730-1808), gehuwd met Jan Klemens Branicki en Andrzej Mokronowski,
- Stanislaus II August Poniatowski (1732-1798), koning van Polen en groothertog van Litouwen,
- Andrzej Poniatowski (1734/1735-1773), generaal in Oostenrijks dienst,
- Michał Jerzy Poniatowski (1736-1794), bisschop van Płock, aartsbisschop van Gniezno en primaat van Polen.